# Zaleptus lugubris
Zaleptus lugubris is een hooiwagen uit de familie Sclerosomatidae.